# Зубчатоклювые коршуны
Зубчатоклювые коршуны (лат.  Harpagus) — род хищных птиц из семейства ястребиных (Accipitridae). Распространены в Северной, Центральной и Южной Америке.

## Описание
Маленькие хищные птицы длиной от 30 до 35 см, с длинными хвостами и закруглёнными крыльями. Горло белого цвета с тёмной полосой посередине. Хвост тёмный со светлыми полосами. Клюв тупой с двумя зазубринами с каждой стороны надклювья. Этот "двойной зуб" дал начало видовым названиям bidentatus и diodon.

## Классификация и распространение
В состав рода включают два вида:
| Изображение | Научное название                   | Русское название          | Распространение                                                          |
| ----------- | ---------------------------------- | ------------------------- | ------------------------------------------------------------------------ |
|             | Harpagus bidentatus (Latham, 1790) | Двузубый коршун           | Мексика, Центральная Америка, север и восток Южной Америки               |
|             | Harpagus diodon (Temminck, 1823)   | Рыжебокий двузубый коршун | Бразилия, Парагвай, восток Боливии, зимуют к северу от бассейна Амазонки |

Родовое название от др.-греч.  Ἅρπαγος — мидийский  сановник и военачальник Гарпаг (лат. Harpagos; Harpagus; Hypargus).